# Čkyně
Čkyně [ˈt͡ʃkɪɲɛ] (deutsch Čkin, 1939–45 Kieselhof) ist eine Gemeinde im tschechischen Okres Prachatice in Jihočeský kraj.

## Geographie

### Lage

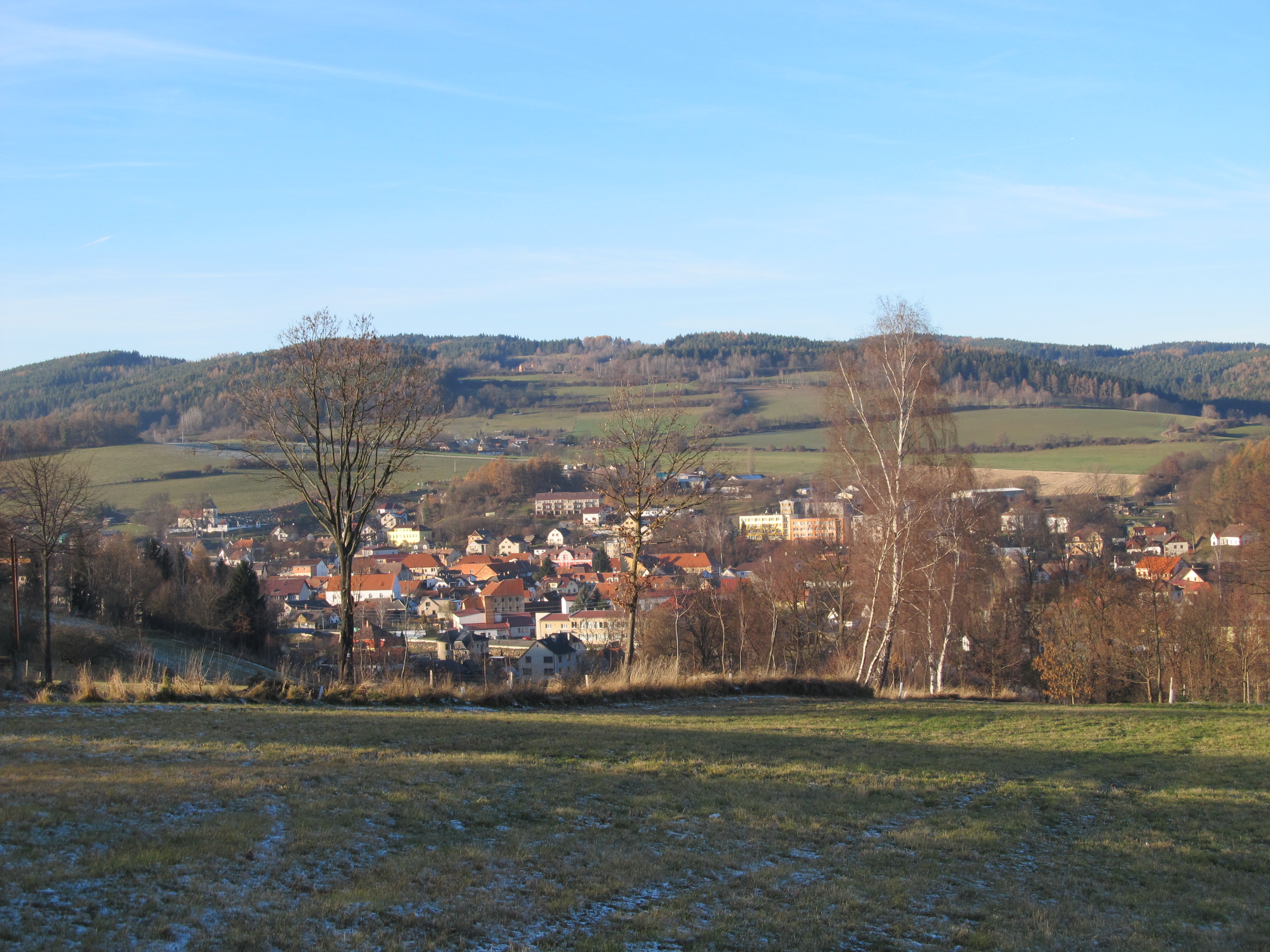
Čkyně

Die Gemeinde liegt an der Volyňka.

### Gemeindegliederung
Die Gemeinde Čkyně besteht aus den Ortsteilen Čkyně (Čkin), Dolany (Dollan), Horosedly (Horised), Onšovice (Wonschowitz), Předenice (Prednitz), Spůle (Spule) und Záhoříčko (Zahoricko, 1939–45 Waldhäusel) sowie den Einschichten Matoušina, Na Drahách, Na Samotách, Pod Skalnicí, Sedlec (Sedletz) und U Dobré Vody.
Das Gemeindegebiet gliedert sich in die Katastralbezirke Čkyně, Dolany u Čkyně, Horosedly u Čkyně, Onšovice u Čkyně, Předenice u Čkyně und Spůle u Čkyně.

### Nachbargemeinden
| Dřešín, Vacovice | Čestice                                     | Volyně  |
| Vacov            | Kompassrose, die auf Nachbargemeinden zeigt | Lčovice |
| Zdíkov           | Vimperk, Bohumilice                         | Bošice  |

## Geschichte
Die Gemeinde wurde 1243 erstmals schriftlich erwähnt.

## Kultur und Sehenswürdigkeiten

### Museen
Nach ihrer Restaurierung wurde 2014 in der ehemaligen Synagoge ein regionales jüdisches Museum eingerichtet.

### Bauwerke
- Schloss Čkyně
- Pfarrkirche der hl. Maria Magdalena
- Jüdischer Friedhof
- Glockenturm

### Regelmäßige Veranstaltungen
Ende Juli findet das dreitägige traditionelle Volksfest statt.

## Wirtschaft
Größter Arbeitgeber im Ort ist eine Tochtergesellschaft der internationalen Firma AptarGroup (Aptar Čkyně s.r.o.).